# Accroissement indépendant
En théorie des probabilités, un accroissement indépendant est une propriétés des processus stochastiques et des mesures aléatoires. Souvent, un processus ou une mesure aléatoire comporte par définition des accroissements indépendants, ce qui souligne leur importance. Parmi les processus stochastiques qui par définition possèdent des accroissements indépendants, on trouve le processus de Wiener, tous les processus de Lévy, tous les processus additifs et le processus ponctuel de Poisson.

## Définition des processus stochastiques
Soit {\displaystyle (X_{t})_{t\in T}} un processus stochastique. Dans un grand nombre de cas , {\displaystyle T=\mathbb {N} } ou {\displaystyle T=\mathbb {R} ^{+}}. Alors le processus stochastique possèdes un accroissement indépendants si et seulement si pour chaque {\displaystyle m\in \mathbb {N} } et n'importe quel choix {\displaystyle t_{0},t_{1},t_{2},\dots ,t_{m-1},t_{m}\in T} avec
{\displaystyle t_{0}<t_{1}<t_{2}<\dots <t_{m}}
les variables aléatoires
{\displaystyle (X_{t_{1}}-X_{t_{0}}),(X_{t_{2}}-X_{t_{1}}),\dots ,(X_{t_{m}}-X_{t_{m-1}})}
sont indépendantes.

## Définition des mesures aléatoires
Une mesure aléatoire {\displaystyle \xi } a un accroissement indépendant si et seulement si la variable aléatoire est stochastiquement indépendante pour chaque sélection  d'ensemble disjoints chaque section {\displaystyle B_{1},B_{2},\dots ,B_{n}} et tout {\displaystyle n\in \mathbb {N} }.

## Accroissements S-indépendants
Soit {\displaystyle \xi } une mesure aléatoire sur  {\displaystyle S\times T}  et définit pour tout ensemble mesurable borné {\displaystyle B} la mesure aléatoire {\displaystyle \xi _{B}} sur {\displaystyle T} comme
{\displaystyle \xi _{B}(\cdot ):=\xi (B\times \cdot )}
Alors {\displaystyle \xi } est appelée une mesure aléatoire avec des S-accroissement  indépendants, si pour tous les ensembles bornés {\displaystyle B_{1},B_{2},\dots ,B_{n}} et tout {\displaystyle n\in \mathbb {N} } les mesures aléatoires {\displaystyle \xi _{B_{1}},\xi _{B_{2}},\dots ,\xi _{B_{n}}} sont indépendants.

## Application
Les accroissements indépendants sont une propriété fondamentale de nombreux processus stochastiques et sont souvent incorporés dans leur définition. La notion d'accroissement indépendants et d'accroissement S-indépendants de mesures aléatoires joue un rôle important dans la caractérisation du processus ponctuel de Poisson et de la divisibilité infinie.